# Расадничке маказе
Расадничке маказе су ручни алат за резање биљних делова (материјала), а чине га, поред маказа и ножеви и тестерице.

## Намена
Дизајн и прецизност расадничких маказа су данас знатно промењени тако да се оне употребљавају за многе послове за које је традиционално употребљаван нож. Разлог више за већу употребу маказа је мања могућност озлеђивања посебно важна када су у питању мање обучени радници.
Маказе се могу употребити за кројење коренских, зрелих и полузрелих резница (посебно четинарских врста), за превршивање подлога, и при формирању круне и стабла у школама за пинцирање и орезивање. Водећи произвођачи квалитетних расадничких маказа су: Felco, Leyat, Wilkinson, Modena, Corona, Tina, Rolcut...
Без обзира на њихов квалитет треба имати у виду да се никада маказама не може постићи тако чист и гладак рез као ножем. Нагњечења која праве маказе за одрвењене резнице не представљају сметњу за ожиљавање, али су непожељна код припремања подлоге и племке код калемљења.